# Rosebank (Nouvelle-Zélande)
Pour les articles homonymes, voir Rosebank.
Rosebank (ou la  Rosebank Peninsula) est une péninsule et une banlieue industrielle de la cité d’Auckland, dans l’Île du Sud de la Nouvelle-Zélande,

## Situation
Elle forme la partie la plus à l’ouest de la cité à l’angle de la ville de Waitakere City, et juste en dehors du mouillage de Waitemata Harbour.
La péninsule s’étend à partir du sud-est en direction du nord, avec le fleuve  Whau sur son côté ouest. 
île Pollen (en) et île Traberne (en) siège dans la proximité dans le mouillage sur le côté nord-est de la péninsule. 
L’île Traherne est connectée à la péninsule par une chaussée, qui est une partie de la  autoroute du Nord-ouest (en).
La tranchée de l’autoroute du Nord-ouest traverse le sommet de la péninsule, avec  une  rampe de survol  reliée à Rosebank Road et Patiki Road. 
Le voie cyclable du nord-west (en) circule aussi à travers la péninsule, parallèlement à l’autoroute .

## Activités

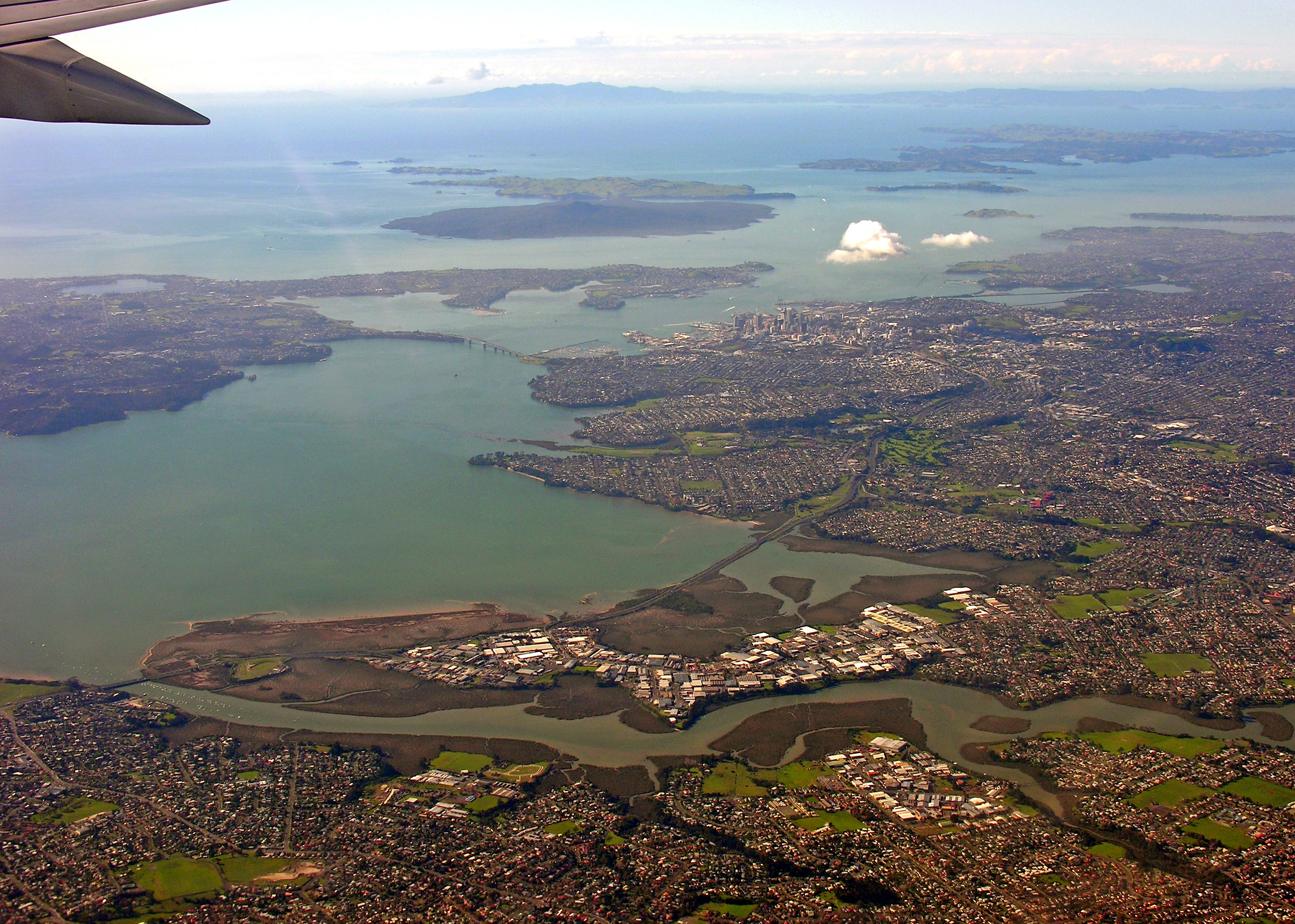
La péninsule vue à partir des airs dans la partie la plus au centre de l’image prise d’une autre banlieue au niveau du bâtiment de l’important centre commercial

La banlieue est une zone importante d’emplois, principalement composée d’installations industrielles  (manufactures avec quelques bureaux), et  des propriétés situées en dehors de Rosebank Road (avec 813 commerces qui fonctionnaient ici en 2009).
Il y  a aussi ici une zone  d’ "espace ouvert" , appelée : le « domaine du parc de Rosebank », situé dans le nord-ouest de la péninsule, utilisé seulement en pratique  pour  le karting (en) et comme un circuit (loué à partir du conseil), un des nombreux restes archéologiques qui existent le long de la partie nord de la péninsule, incluant d’anciens Maori middens, un tramway et les restes d’une carrière de chaux avec le site des premières maisons. 
Toutefois, la plupart de celles-ci ont  été détruites par le développement et la construction  de l’autoroute dans le passé .
La réserve marine de Motu Manawa (en) couvre tout le mouillage adjacent à l’extrémité nord et est de la péninsule, incluant  l’île Pollen (en) et aussi Île Traherne (en).

## Démographie
La péninsule de Rosebank avait une population de 30 personnes lors du recensement de 2018 de la Nouvelle-Zélande, avec une augmentation de 15 personnes (100.0 %)  depuis le recensement de 2013 de Nouvelle-Zélande, et inchangés depuis le recensement de 2006 en Nouvelle-Zélande. 
Il y avait 2 logements. 
On notait la présence de 2 hommes et 3 femmes, donnant un sex-ratio de 7 hommes pour une femme. 
L’âge médian  est de 42,1 ans, avec 3 personnes (soit 10.0 %) âgées de moins de 15 ans, 6 personnes (soit 20,0 %) âgées  de 15 à 29 ans, 15 personnes (soit 50,0 %) âgées de 30 à 64 personnes, et 3 personnes (soit 10,0 %) âgées de 65 ans ou plus.
L’ethnicité estt pour 60,0 % européens/Pākehā, aucun Māori ou personnes du Pacifique, 30.0 % d’origine asiatique et 10.0 % d’une autre ethnicités (le total peut faire plus de 100 % dans la mesure où les personnes peuvent s’identifier de multiples ethnicités).
La proportion de personnes nées outre-mer est de 30,0 %, comparé avec 27,1 % au niveau national.
Bien que certaines personnes objectent à donner leur religion, 50,0 % n’avaient aucune religion, 40,0 % sont chrétiens, et 20,0  % ont une autres religions.
Parmi ceux d’au moins 15 ans,3 personnes (soit 11,1 %) avaient un niveau de bachelier ou d’un degré plus élevé, et 3 personnes (soit 11,1 %) n’a aucune qualification formelle. 
Les revenus médian sest de 53,900 $. 
Le statut d’emploi de ceux d’au moins 15 personnesest pour 21 personnes (soit 77,8 %) :employées à plein temps, pour 3 personnes (soit 11,1 %): employées  à temps partiel et aucun n’est sans emploi.